# Stanley John Hughes
Stanley John Hughes (ur. 17 września 1918 w Llanelly, zm. 2019) – naturalizowany Kanadyjczyk,  mykolog.

## Życiorys
Urodził się w południowej Walii. Ukończył studia na Uniwersytecie w Aberystwyth w 1941 r. i zaczął pracować w Commonwealth Mycological Institute w Kew Gardens w Anglii. W 1952 roku został zaproszony do Ottawy, aby podjąć pracę w Agriculture Canada jako naukowiec. Tu w 1958 r. ożenił się. W Agricultural Canada pracował aż do emerytury w 1983 r.  Zdobył międzynarodowe uznanie. W 1969 roku został przez Królewską Szwedzką Akademię Nauk odznaczony Złotym Medalem Jakoba Erikssona. W 1975 r. był prezesem Mycological Society of America, a w latach 1971–1983 wiceprezesem Międzynarodowego Towarzystwa Mykologicznego. W 1981 roku otrzymał medal George'a Lawsona od Canadian Botanical Association. Był też członkiem zagranicznym Society Linnean. Zmarł w wieku 102 lat.

## Praca naukowa
Hughes zapoczątkował nową erę w systematyce grzybów, skupiając uwagę na mechanizmach ontogenezy zarodników. Jest autorem systematyki grzybów Capnodiales i licznych publikacji naukowych.
Opisał nowe taksony grzybów. W ich naukowych nazwach dodawane jest jego nazwisko S. Hughes. Jego nazwiskiem lub imionami nazwano niektóre rodzaje i gatunki grzybów, m.in.: Hughesinia, Hughesiella, Stanjehughesia, Stanjemonium.